# Quân khu Taurida
Quân khu Taurida là một quân khu của Liên Xô. Quân khu được hình thành từ trụ sở của Tập đoàn quân Duyên hải đặc biệt và Tập đoàn quân 22 vào mùa hè năm 1945. Quân khu kiểm soát binh sĩ trên địa bàn của các khu vực Krym, Kherson và Zaporizhia. Nó bị giải thể vào năm 1956, được thay thế bằng Quân khu Odessa.

## Lịch sử
Quân khu Taurida được thành lập vào ngày 9 tháng 7 năm 1945 từ trụ sở của Tập đoàn quân Duyên hải đặc biệt và Tập đoàn quân 22 tại Simferopol. Nó kiểm soát binh sĩ trên lãnh thổ của các tỉnh Krym, Kherson và Zaporizhia, được chuyển giao từ Quân khu Odessa và Quân khu Kharkov. Tư lệnh Tập đoàn quân Duyên hải đặc biệt là Trung tướng Kondrat Melnik nắm quyền chỉ huy quân khu. Trong những năm đầu thành lập, quân khu có nhiệm vụ giải ngũ binh sĩ chiến đấu, tinh giản các đơn vị về sức mạnh thời bình, tái thiết các căn cứ quân sự, rà phá bom mìn và giúp xây dựng lại nền kinh tế địa phương.
Quân đoàn súng trường 112 được chuyển đến từ Estonia ban đầu là một phần của quân khu, với trụ sở chính tại Kherson. Sau khi Sư đoàn súng trường 44 tại Melitopol được chuyển đến Pavlohrad trong Quân khu Kiev, quân đoàn chỉ còn lại Sư đoàn súng trường 123 tại Kherson. Bộ chỉ huy quân đoàn và Sư đoàn súng trường 123 bị giải thể vào tháng 4 năm 1946. Các sư đoàn súng trường 315 và 414 của Tập đoàn quân Duyên hải đặc biệt tại Kerch và Dzhankoy cũng là một phần của quân khu. Sư đoàn 414 ngay sau đó được chuyển đến Tbilisi. Trong suốt mùa đông và mùa xuân năm 1946, Quân đoàn súng trường 53 từ Ba Lan đến và thành lập trụ sở tại Simferopol. Nó bao gồm các Sư đoàn súng trường 126, 235 và 263, lần lượt đóng tại Simferopol, Yevpatoriya và Feodosia. Trụ sở quân đoàn và Sư đoàn bộ binh 235 giải thể vào tháng 7 năm 1946. Đồng thời, Quân đoàn súng trường cận vệ 25, trước đây thuộc Tập đoàn quân cận vệ 7, từ Tiệp Khắc đến trụ sở tại Zaporizhia. Sư đoàn súng trường cận vệ 4 của nó đóng tại Melitopol và giải thể vào mùa hè năm 1946. Sư đoàn súng trường cận vệ 25 đóng tại Zaporizhia và nhanh chóng chuyển đến [Lubny]], được thay thế bởi Sư đoàn súng trường 188 từ Cụm lực lượng phía Nam. Sư đoàn súng trường cận vệ 113 đóng tại Yevpatoriya. Vào mùa thu năm 1946, trụ sở quân đoàn giải thể.
Năm 1946, quân khu được tổ chức lại. Sư đoàn súng trường 126 trở thành Sư đoàn cơ giới 28 và bốn sư đoàn trở thành lữ đoàn, phần còn lại bị giải thể hoặc chuyển giao. Đến mùa xuân năm 1947, quân khu bao gồm Sư đoàn cơ giới 28, Lữ đoàn súng trường biệt lập số 7 (Sư đoàn súng trường 315 cũ), Lữ đoàn súng trường biệt lập 19 (Sư đoàn súng trường 263 cũ), Lữ đoàn súng trường cận vệ 43 (Sư đoàn súng trường cận vệ 113 cũ) và Lữ đoàn súng trường biệt lập 52 (Sư đoàn súng trường 188 trước đây). Lữ đoàn súng trường biệt lập 19 bị giải thể ngay sau đó. Sau khi kết thúc việc xuất ngũ các đơn vị quân đội, quân khu bắt đầu huấn luyện chiến đấu thường xuyên để phòng thủ chống lại một cuộc xâm lược đổ bộ và hiệp đồng với Hạm đội Biển Đen. Từ năm 1950 đến năm 1953, các sư đoàn lại trở thành lữ đoàn. Năm 1955, số 188 được đổi tên thành số 20 và số 315 thành số 52.
Theo chỉ thị ngày 19 tháng 4 năm 1956, địa bàn của Quân khu Taurida được giao cho Quân khu Odessa và quân khu này bị giải thể trong một quá trình được hoàn thành trước ngày 1 tháng 7. Trụ sở chính của nó được cải tổ thành Quân đoàn súng trường 45 vào ngày 4 tháng 4.

## Tư lệnh
Quân khu được chỉ huy bởi các sĩ quan sau:
- Trung tướng Kondrat Melnik (9 tháng 7 năm 1945–3 tháng 6 năm 1946)
- Thượng tướng Markian Popov (4 tháng 6 năm 1946–1 tháng 7 năm 1954)
- Trung tướng Sergey Fomenko (2 tháng 7–1 tháng 9 năm 1954)
- Thượng tướng Ivan Lyudnikov (2 tháng 9 năm 1954–4 tháng 4 năm 1956)